# 布鲁塞尔市际交通公司

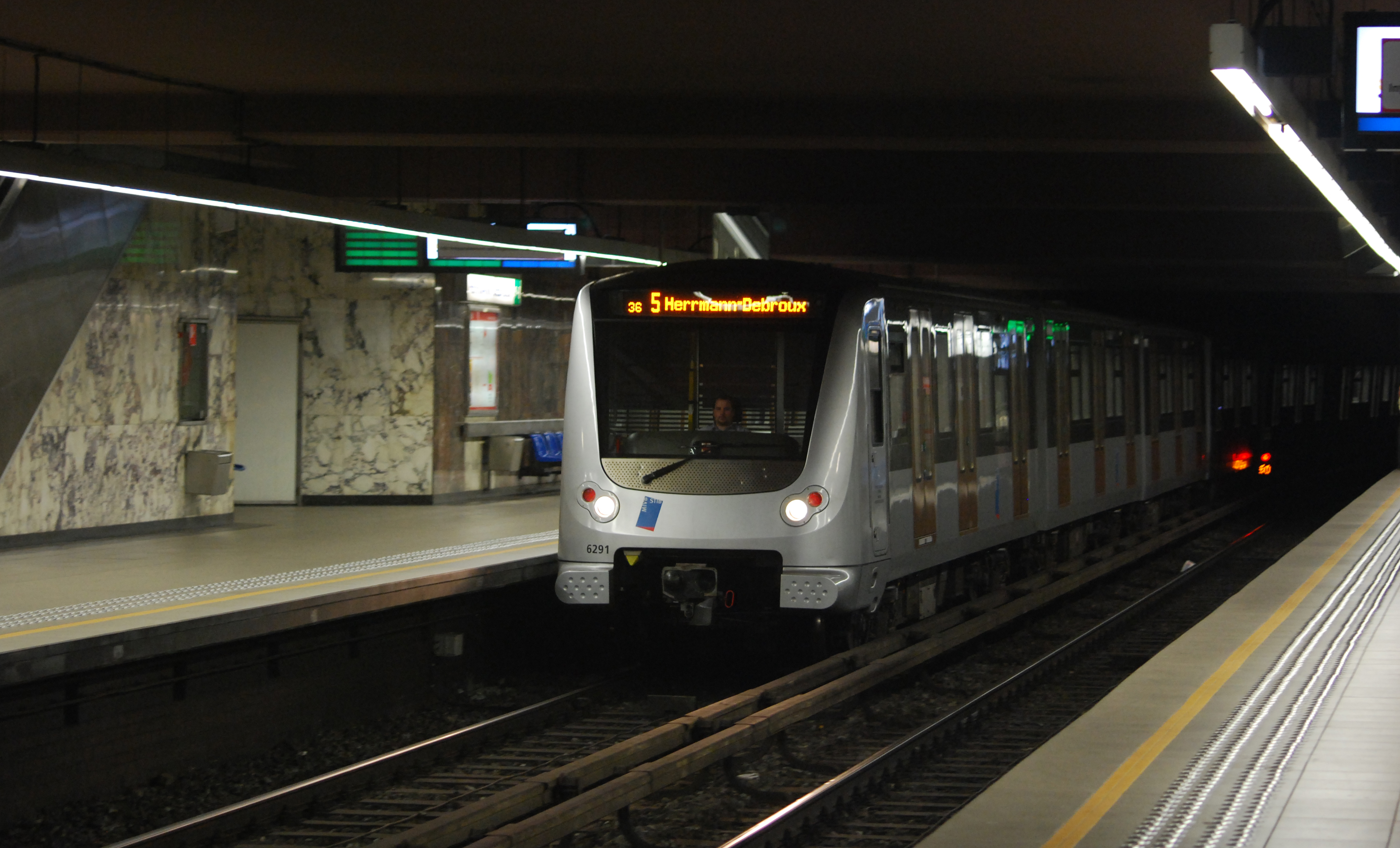
赫尔曼-德布鲁站的地铁列车

布鲁塞尔市际交通公司（法語：Société des Transports Intercommunaux de Bruxelles，發音：[sɔsjete de tʁɑ̃spɔʁ ɛ̃tɛʁkɔmyno də bʁysɛl]，简称  ，發音：[ˌmaːtsxɑˈpɛi voːr (ɦ)ət ˌɪntərkɔmyˈnaːl vərˈvuːr tə ˈbrʏsəl]，简称 ）是比利时布鲁塞尔当地的公共交通运营商。其通常采用荷法双语缩写STIB-MIVB或仅用法语缩写STIB来表示。 
该公司负责布鲁塞尔地铁、布鲁塞尔有轨电车和布鲁塞尔公共汽车，并与佛兰德的德莱恩和瓦隆尼亚的TEC交通网相连。

## 历史和运作
STIB成立于1954年，拥有4条地铁路线、18条电车路线和50条公共汽车路线，覆盖了布鲁塞尔首都大区的19个市镇，部分地上路线延伸到了大区之外。近年来，乘客人数骤增，2015年达3.7亿人次。
1991年，STIB的票价回收率为28％。
STIB是Transamo的股东，Transamo是欧洲的运输工程和咨询公司，专门从事法国公共交通项目的项目管理。法国交通发展集团是Transamo的另一大股东。